# Gimnastyka na Letnich Igrzyskach Olimpijskich 1984
Gimnastyka na Letnich Igrzyskach Olimpijskich 1984 w Los Angeles odbyła się w dniach od 29 lipca do 5 sierpnia. Rozgrywano zawody w ramach gimnastyki sportowej kobiet i mężczyzn oraz, po raz pierwszy w historii igrzysk olimpijskich, gimnastyki artystycznej kobiet. W zawodach wystąpiło 136 sportowców z 14 państw.
W ramach gimnastyki artystycznej 33 zawodniczek zaprezentowało się w ćwiczeniach z piłką, wstążką i hula-hop. Ze względu na brak radzieckich sportowców w zawodach olimpijskich nie wzięło udziału w zawodach aż sześć najlepszych zawodniczek z mistrzostw świata 1983 w tej dyscyplinie. 
W igrzyskach nie wzięli udziału sportowy z tzw. bloku wschodniego, czyli ZSRR oraz państw będących pod wpływem władz komunistycznych.

## Medaliści

Zwyciężczyni w wieloboju indywidualnym kobiet w gimnastyce sportowej, Amerykanka Mary Lou Retton oraz reprezentacja Stanów Zjednoczonych (w tle) na spotkaniu z prezydentem Ronaldem Reaganem (13 sierpnia 1984)

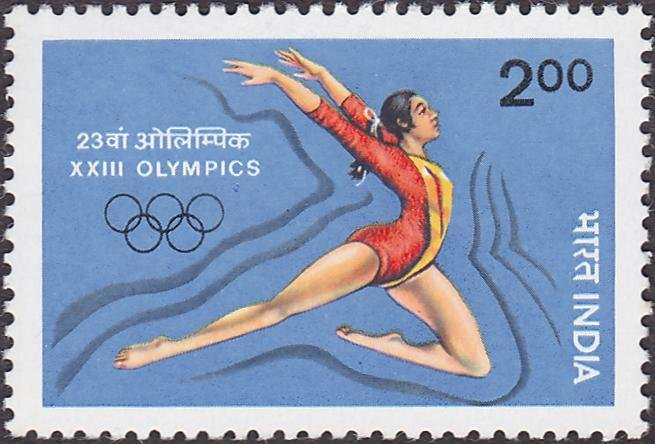
Dyscyplina gimnastyki na znaczku pocztowym wydanym z okazji igrzysk olimpijskich (Indie 1984)

### Gimnastyka sportowa

#### Mężczyźni
| Konkurencja                 | Złoto | Srebro                                                                       | Brąz |
| Wielobój drużynowo          | Stany Zjednoczone · Bart Conner · Tim Daggett · Mitch Gaylord · James Hartung · Scott Johnson · Peter Vidmar | Chiny · Li Ning · Li Xiaoping · Li Yuejiu · Lou Yun · Tong Fei · Xu Zhiqiang | Japonia · Kōji Gushiken · Noritoshi Hirata · Nobuyuki Kajitani · Shinji Morisue · Koji Sotomura · Kyoji Yamawaki |
| Wielobój indywidualnie      | Kōji Gushiken                                                                                                | Peter Vidmar                                                                 | Li Ning |
| Ćwiczenia wolne             | Li Ning | Lou Yun                                                                      | Koji Sotomura Philippe Vatuone                                                                                   |
| Skok                        | Lou Yun | Li Ning Kōji Gushiken Shinji Morisue Mitch Gaylord                           | nie przyznano |
| Ćwiczenia na poręczach      | Bart Conner                                                                                                  | Noboyuki Kajitani                                                            | Mitch Gaylord |
| Ćwiczenia na drążku         | Shinji Morisue                                                                                               | Tong Fei                                                                     | Kōji Gushiken |
| Ćwiczenia na kółkach        | Li Ning Kōji Gushiken                                                                                        | nie przyznano                                                                | Mitch Gaylord |
| Ćwiczenia na koniu z łękami | Li Ning Peter Vidmar                                                                                         | nie przyznano                                                                | Tim Daggett |

#### Kobiety
| Konkurencja             | Złoto | Srebro | Brąz                                                                               |
| Wielobój drużynowo      | Rumunia Lavinia Agache Laura Cutina Cristina Elena Grigoraș Simona Păucă Ecaterina Szabo Mihaela Stănuleț | Stany Zjednoczone · Pamela Bileck · Michelle Dusserre · Kathy Johnson · Julianne McNamara · Mary Lou Retton · Tracee Talavera | Chiny · Chen Yongyan · Huang Qun · Ma Yanhong · Wu Jiani · Zhou Ping · Zhou Qiurui |
| Wielobój indywidualnie  | Mary Lou Retton                                                                                           | Ecaterina Szabo | Simona Păucă                                                                       |
| Ćwiczenia wolne         | Ecaterina Szabo                                                                                           | Julianne McNamara | Mary Lou Retton                                                                    |
| Skok                    | Ecaterina Szabo                                                                                           | Mary Lou Retton | Lavinia Agache                                                                     |
| Ćwiczenia na poręczach  | Ma Yanhong Julianne McNamara                                                                              | nie przyznano | Mary Lou Retton                                                                    |
| Ćwiczenia na równoważni | Simona Păucă Ecaterina Szabo                                                                              | nie przyznano | Kathy Johnson                                                                      |

### Gimnastyka artystyczna

#### Kobiety
| Konkurencja            | Złoto     | Srebro            | Brąz         |
| Wielobój indywidualnie | Lori Fung | Doina Stăiculescu | Regina Weber |

## Klasyfikacja medalowa
Łączna klasyfikacja medalowa gimnastyki sportowej i artystycznej.
| Miejsce | Państwo                  | złoto | srebro | brąz | Łącznie |
| ------- | ------------------------ | ----- | ------ | ---- | ------- |
| 1       | Stany Zjednoczone        | 5     | 5      | 6    | 16      |
| 2       | Chińska Republika Ludowa | 5     | 4      | 2    | 11      |
| 3       | Rumunia                  | 5     | 2      | 2    | 9       |
| 4       | Japonia                  | 3     | 3      | 3    | 9       |
| 5       | Kanada                   | 1     | 0      | 0    | 1       |
| 6       | Francja                  | 0     | 0      | 1    | 1       |
| 6       | RFN                      | 0     | 0      | 1    | 1       |